# Specie di Ribes
Elenco delle specie di Ribes:

## A
- Ribes acerifolium Howell
- Ribes achurjanii Mulk.
- Ribes aciculare Sm.
- Ribes affine Kunth
- Ribes albifolium Ruiz & Pav.
- Ribes alpestre Wall. ex Decne.
- Ribes alpinum L.
- Ribes amarum McClatchie
- Ribes amazonica Weigend & E.Rodr.
- Ribes ambiguum Maxim.
- Ribes americanum Mill.
- Ribes anatolicum Behçet
- Ribes andicola Jancz.
- Ribes armenum Pojark.
- Ribes atropurpureum C.A.Mey.
- Ribes aureum Pursh

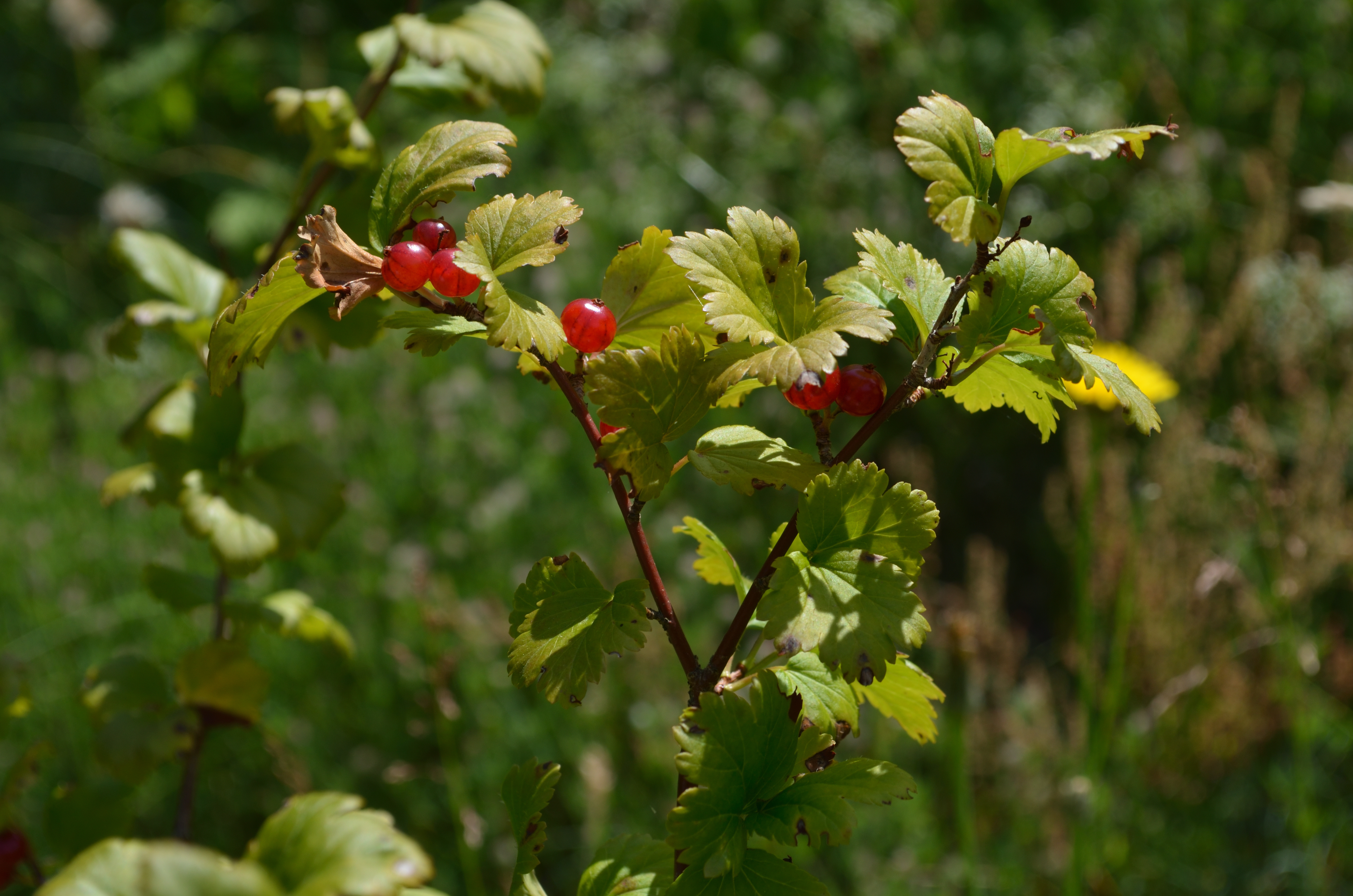
Ribes alpinum.

- Ribes austroecuadorense Freire-Fierro

## B
- Ribes × berisioides Jancz.
- Ribes bicolor Phil.

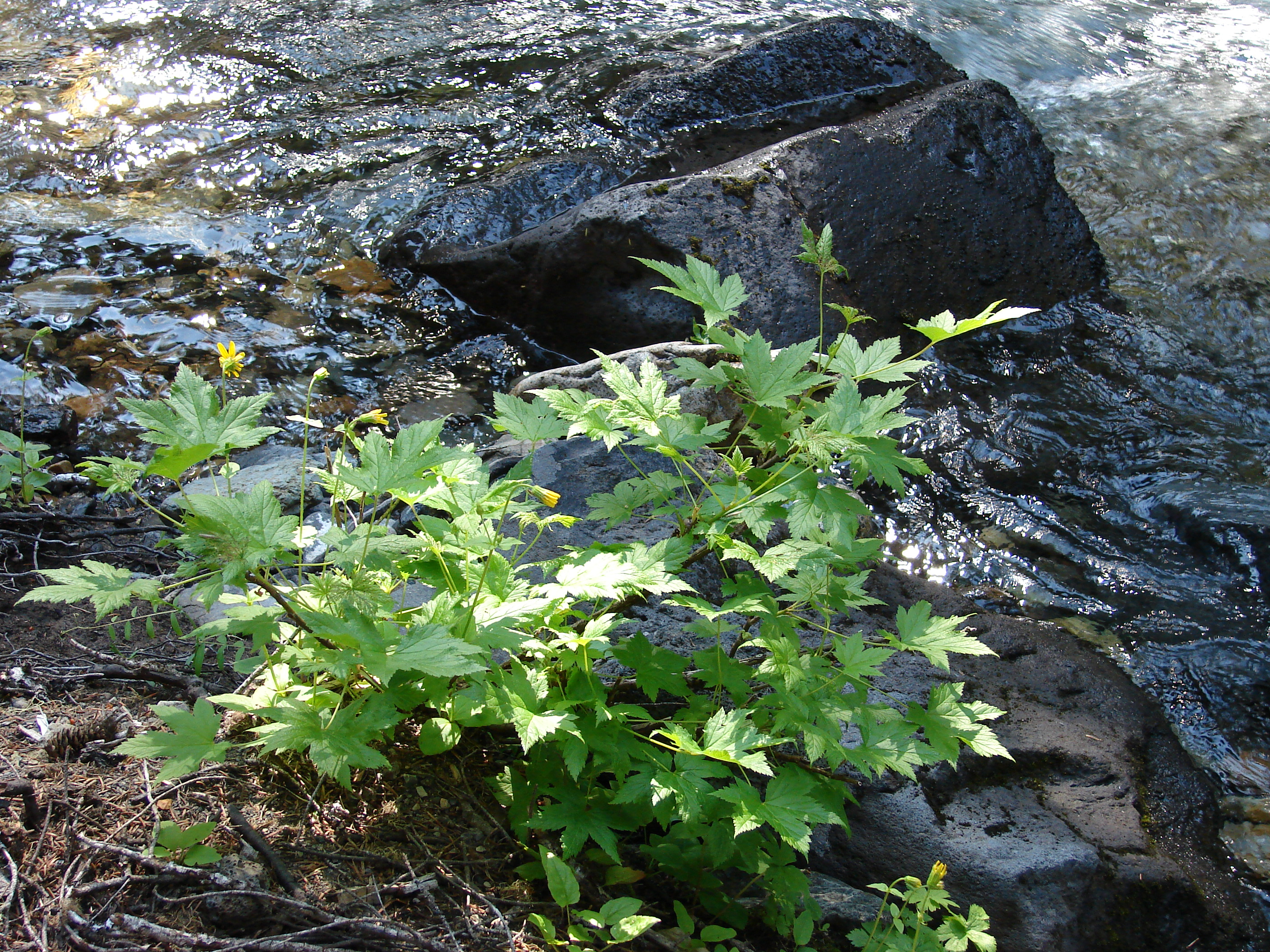
Ribes bracteosum.

- Ribes biebersteinii Berland. ex DC.
- Ribes binominatum A. Heller
- Ribes bogotanum Jancz.
- Ribes bolivianum Jancz.
- Ribes brachybotrys (Wedd.) Jancz.
- Ribes bracteosum Douglas
- Ribes brandegeei Eastw.
- Ribes burejense F. Schmidt

## C
- Ribes caldasiensis Weigend
- Ribes californicum Hook. & Arn.
- Ribes canescens Pittier
- Ribes canthariforme Wiggins
- Ribes catamarcanum Jancz.
- Ribes cereum Douglas
- Ribes ceriferum Coville & Rose

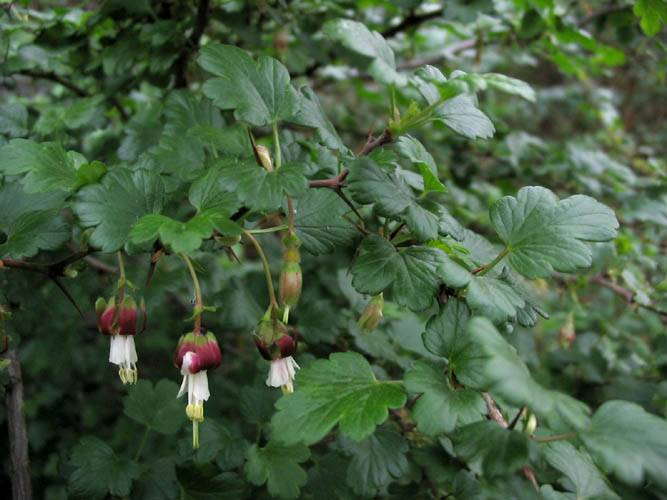
Ribes californicum.

- Ribes chachapoyense Weigend & Breitkopf
- Ribes chihuahuense Britton
- Ribes ciliatum Humb. & Bonpl. ex Roem. & Schult.
- Ribes colandina Weigend
- Ribes contumazensis Weigend
- Ribes coloradense Coville
- Ribes columbianum Cuatrec.
- Ribes costaricensis Weigend
- Ribes cucullatum Hook. & Arn.
- Ribes cuneifolium Ruiz & Pav.
- Ribes curvatum Small
- Ribes cynosbati L.

## D

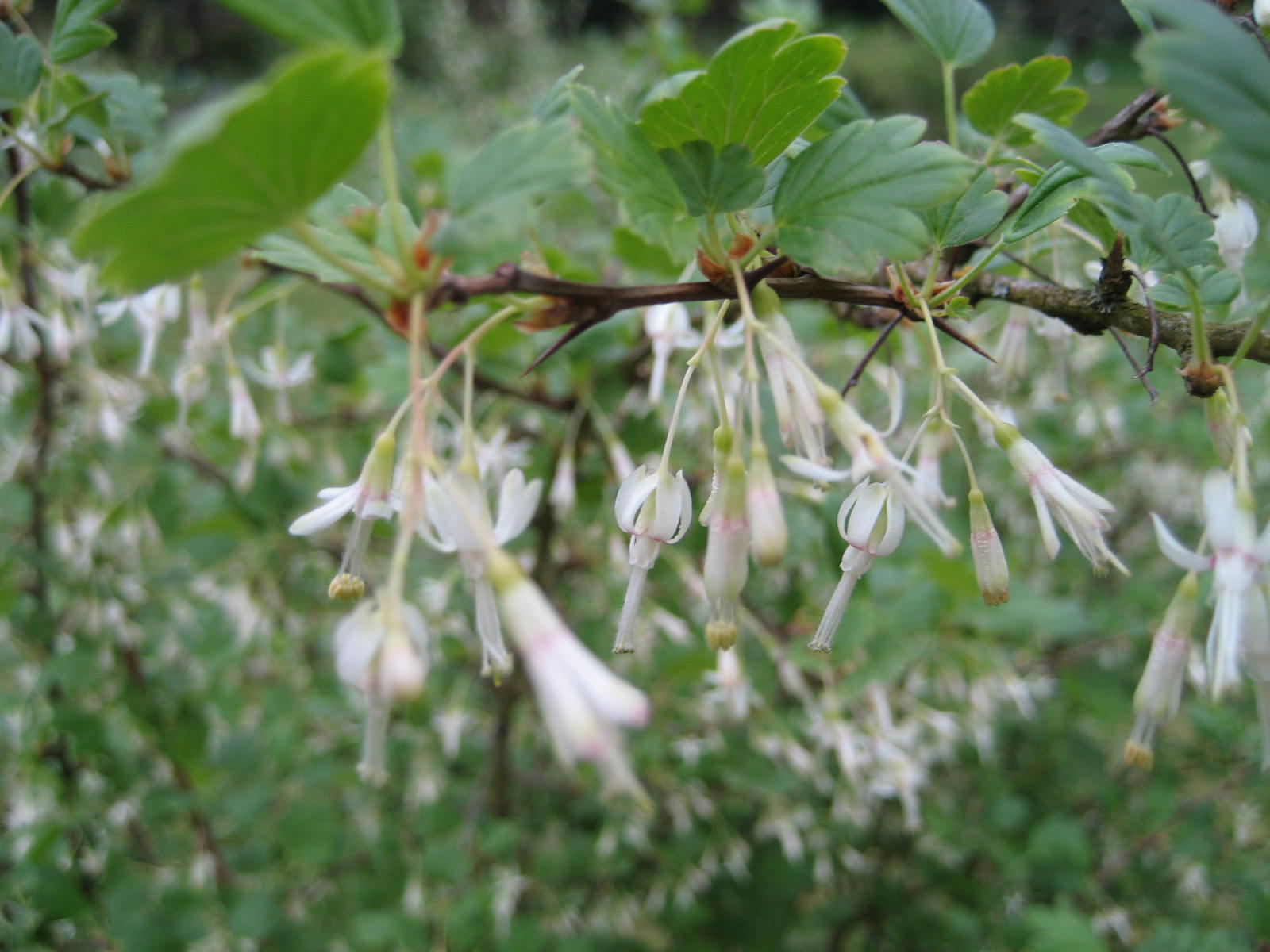
Ribes divaricatum.

- Ribes davidii Franch.
- Ribes densiflorum Phil.
- Ribes diacantha Pall.
- Ribes dikuscha Fisch. ex Turcz.
- Ribes divaricatum Douglas
- Ribes dombeyanum (Spach) Jancz.
- Ribes dugesii Greenm.

## E
- Ribes echinellum (Coville) Rehder
- Ribes ecuadorense Jancz.
- Ribes elegans Jancz.
- Ribes erectum Freire-Fierro
- Ribes erythrocarpum Coville & Leiberg

## F
- Ribes fargesii Franch.
- Ribes fasciculatum Siebold & Zucc.
- Ribes fontaneum Bochkarn.
- Ribes fontinale Britton
- Ribes formosanum Hayata
- Ribes fragrans Pall.
- Ribes franchetii Jancz.
- Ribes frankei Weigend & Breitkopf
- Ribes fuyunense T.C. Ku & F. Konta

## G
- Ribes giraldii Jancz.
- Ribes glabricalycinum L.T. Lu
- Ribes glabrifolium L.T. Lu
- Ribes glaciale Wall.
- Ribes glandulosum Grauer
- Ribes grande Rose

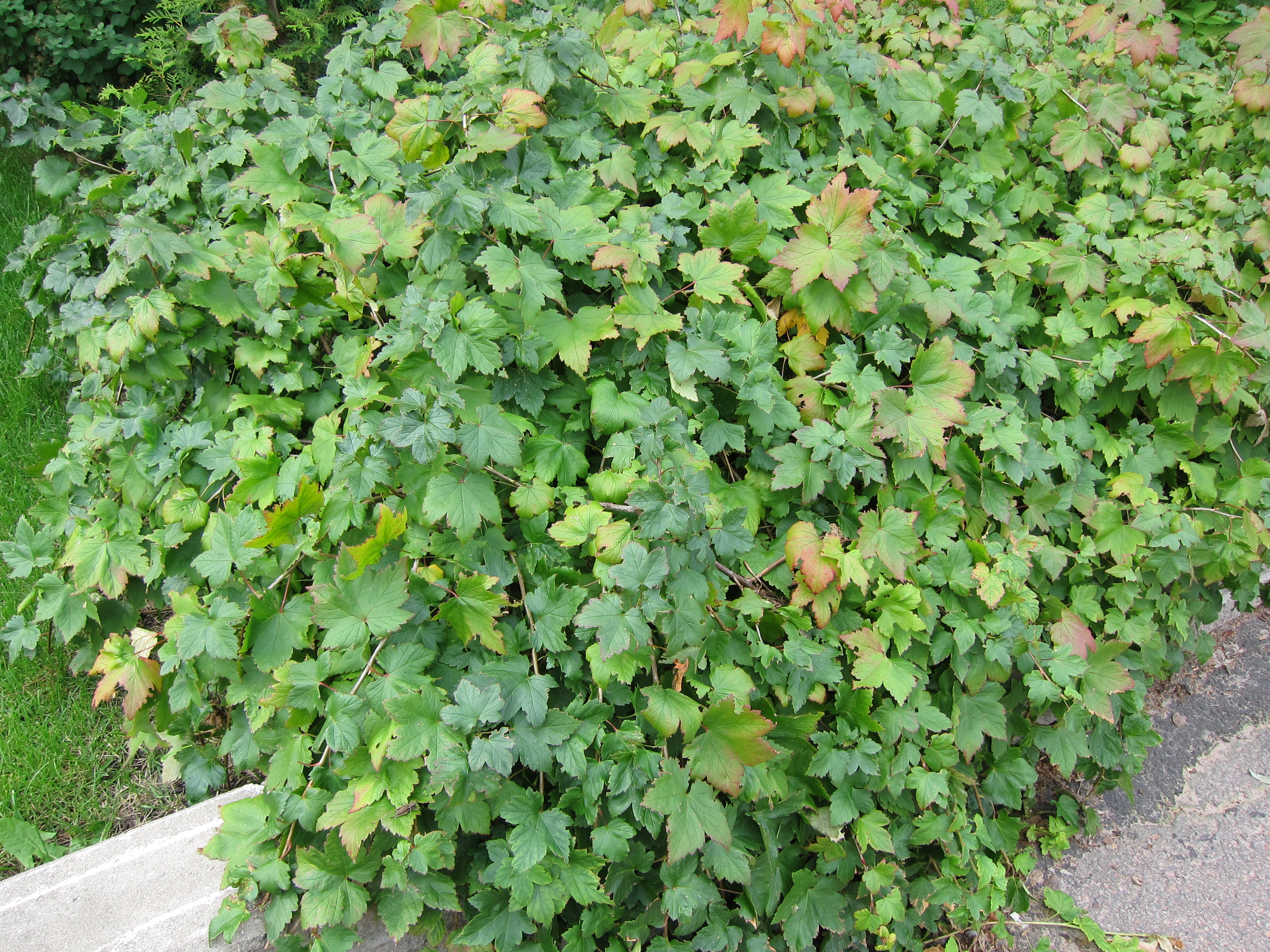
Ribes glandulosum.

- Ribes grandisepalum Durán-Esp. & Avendaño
- Ribes graveolens Bunge
- Ribes griffithii Hook. f. & Thomson

## H
- Ribes henryi Franch.
- Ribes heterotrichum C.A. Mey.
- Ribes himalense Royle ex Decne.
- Ribes hirtellum Michx.
- Ribes hirticaule J.F. Macbr.

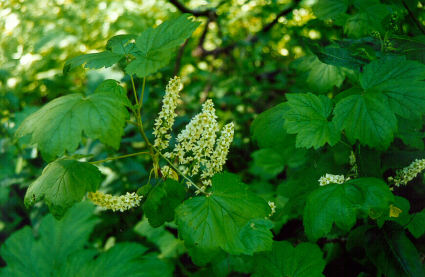
Ribes hudsonianum.

- Ribes hirtum Willd. ex Roem. & Schult.
- Ribes horridum Rupr. ex Maxim.
- Ribes huancabambense Weigend & Breitkopf
- Ribes hudsonianum Richardson
- Ribes humile Jancz.
- Ribes hunanense Chang Y. Yang & C.J. Qi

## I

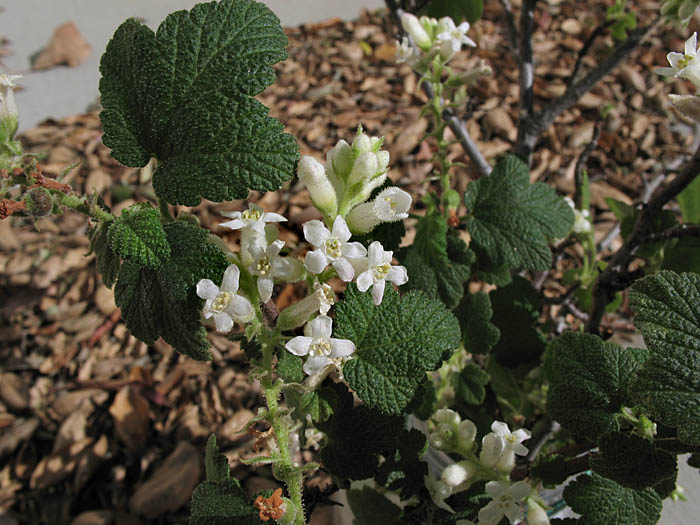
Ribes indecorum.

- Ribes incarnatum Wedd.
- Ribes incertum J.F. Macbr.
- Ribes indecorum Eastw.
- Ribes inerme Rydb.
- Ribes integrifolium Phil.

## J
- Ribes janczewskii Pojark.
- Ribes japonicum Maxim.

## K
- Ribes khorasanicum Saghafi & Assadi
- Ribes kialanum Jancz.
- Ribes komarovii Pojark.

## L

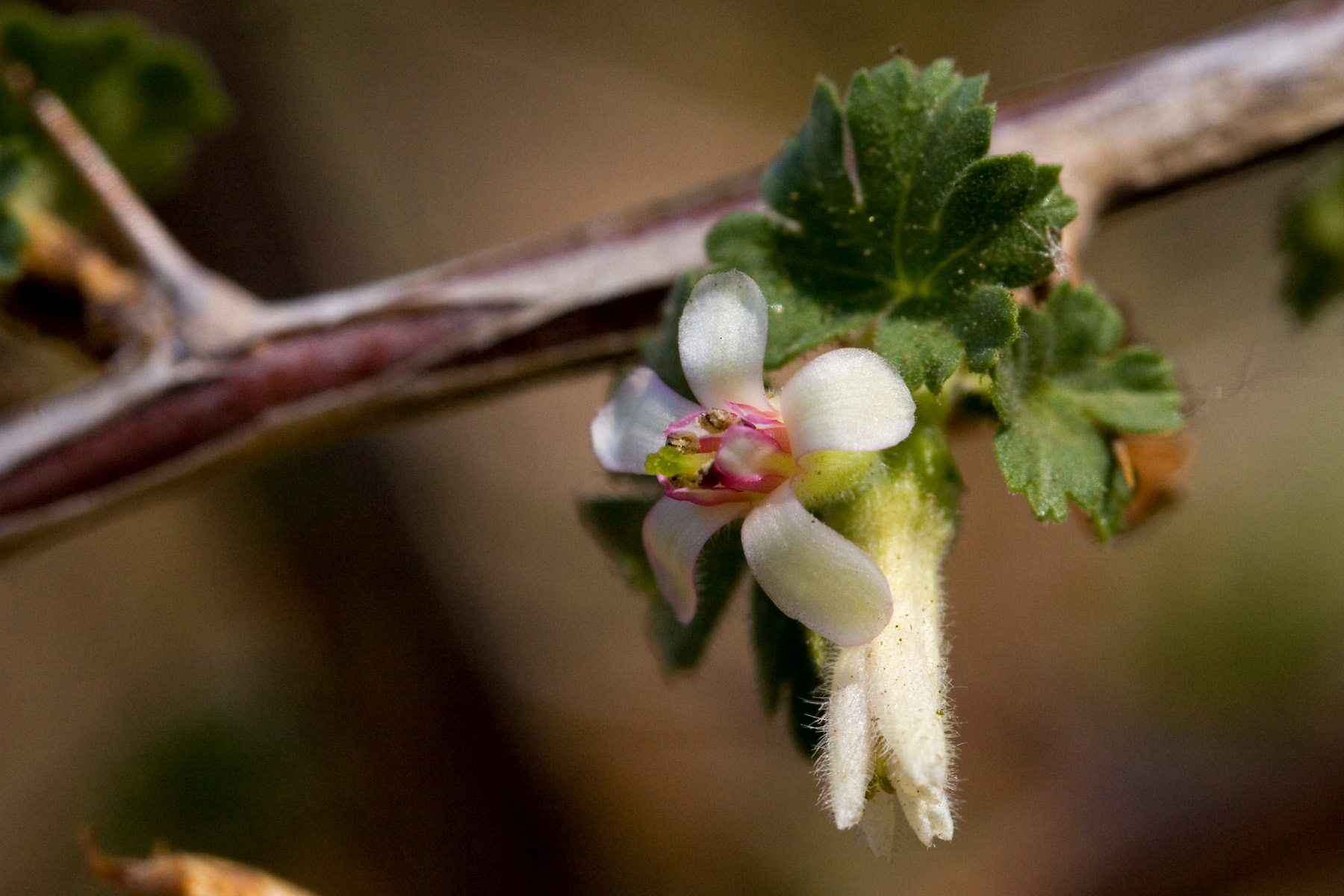
Ribes leptatum.

- Ribes laciniatum Hook. f. & Thomson
- Ribes lacustre (Pers.) Poir.
- Ribes lasianthum Greene
- Ribes latifolium Jancz.
- Ribes laurifolium Jancz.
- Ribes laxiflorum Pursh
- Ribes lehmannii Jancz.
- Ribes leptanthum A. Gray
- Ribes leptosmum (Coville) Standl.
- Ribes leptostachyum Benth.
- Ribes lobbii A. Gray
- Ribes longiracemosum Franch.
- Ribes luridum Hook. f. & Thomson
- Ribes luteynii Weigend

## M

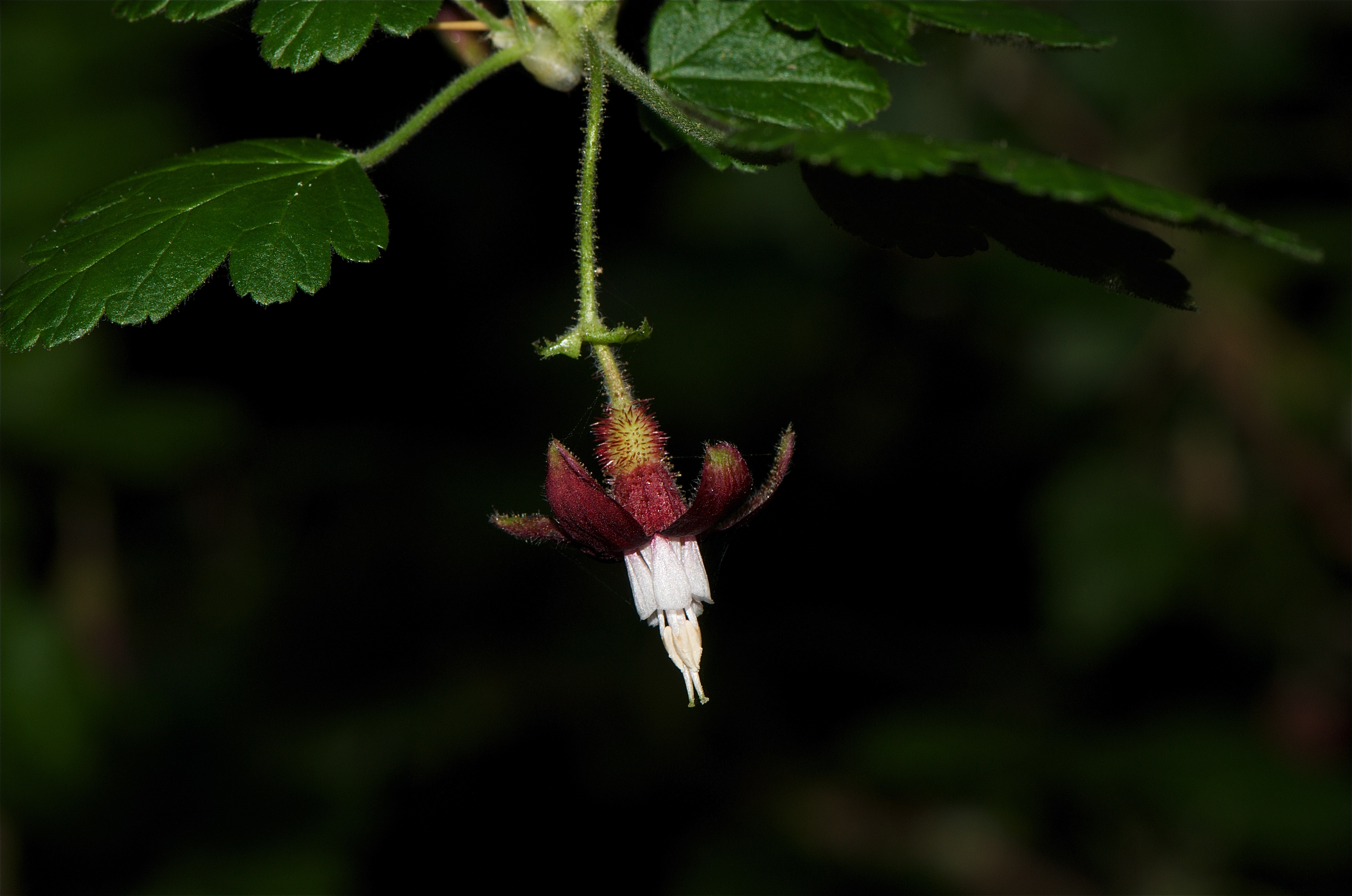
Ribes menziesii.

- Ribes macrobotrys Ruiz & Pav.
- Ribes macrostachyum Jancz.
- Ribes madrense Coville & Rose
- Ribes magellanicum Poir.
- Ribes malvaceum Sm.
- Ribes malvifolium Pojark.
- Ribes mandshuricum (Maxim.) Kom.
- Ribes marshallii Greene
- Ribes maximowiczianum Kom.
- Ribes maximowiczii Batalin
- Ribes mediatum Mesícek & Soják
- Ribes melananthum Boiss. & Hohen.
- Ribes menziesii Pursh
- Ribes mescalerium Coville
- Ribes meyeri Maxim.
- Ribes microphyllum Kunth
- Ribes missouriense Nutt.
- Ribes montigenum McClatchie
- Ribes moupinense Franch.
- Ribes multiflorum Kit. ex Schult.

## N

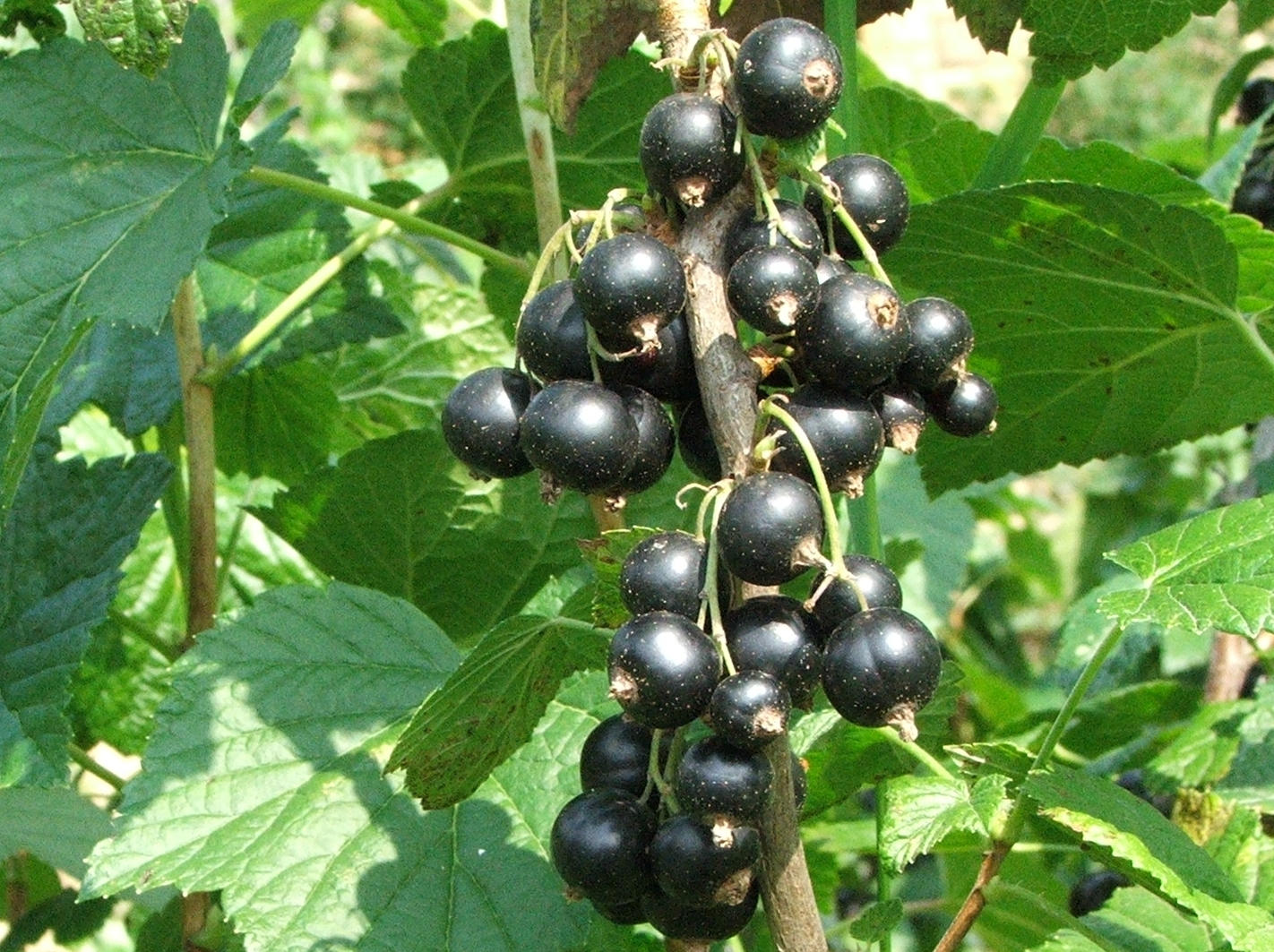
Ribes nigrum.

- Ribes nanophyllum Freire-Fierro & Endara
- Ribes neglectum Rose
- Ribes nelsonii Coville & Rose
- Ribes nevadaense Kellogg
- Ribes nigrum L.
- Ribes niveum Lindl.

## O
- Ribes orientale Desf.
- Ribes orizabae Rose
- Ribes ovalifolium Jancz.
- Ribes oxyacanthoides L.

## P

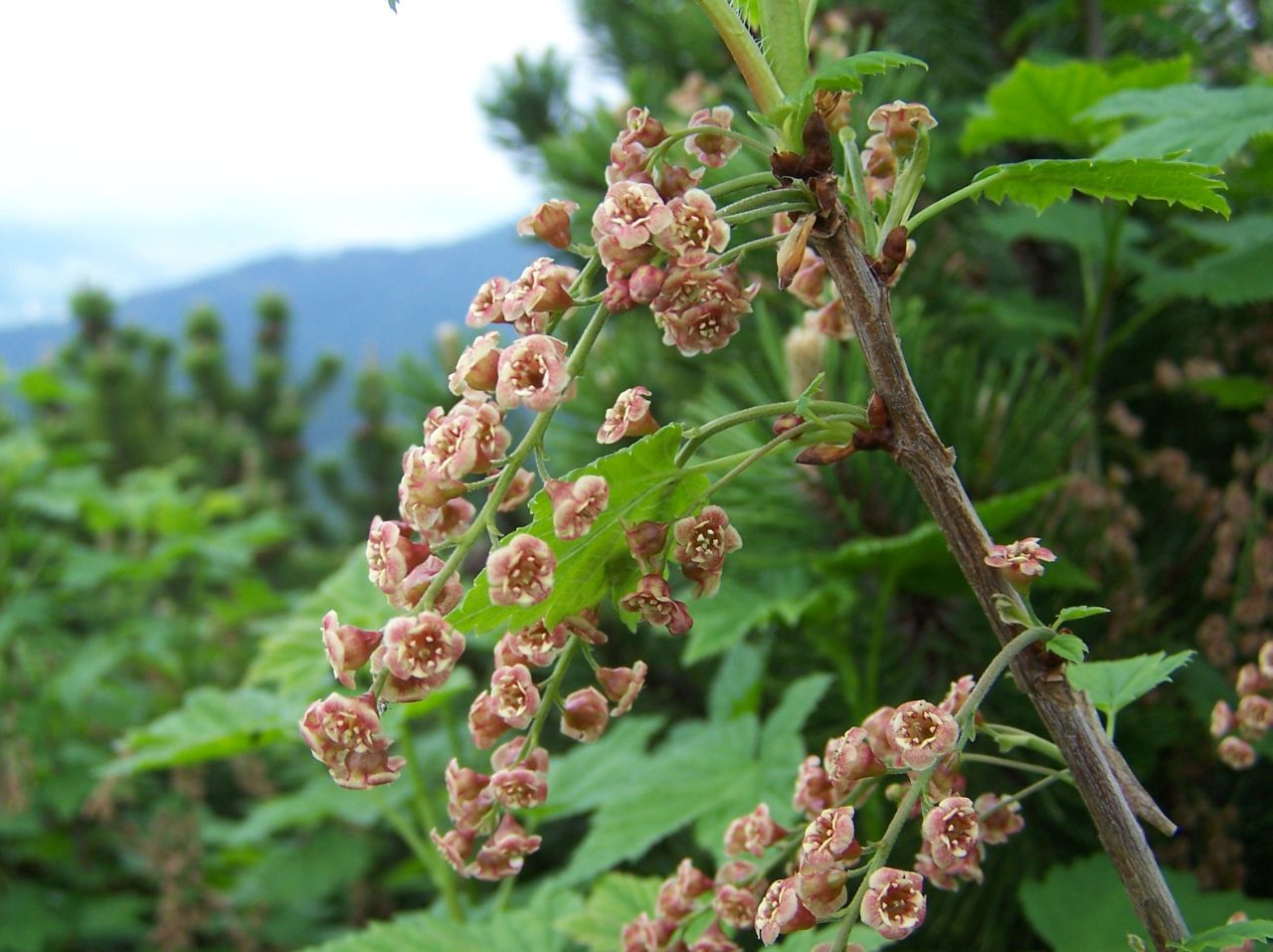
Ribes petraeum.

- Ribes pallidiflorum Pojark.
- Ribes × pallidum Otto & A.Dietr.
- Ribes parvifolium Phil.
- Ribes pentlandii Britton
- Ribes peruvianum Jancz.
- Ribes petraeum Wulfen
- Ribes pinetorum Greene
- Ribes polyanthes Phil.
- Ribes praecox J.F.Macbr.
- Ribes pringlei Rose
- Ribes procumbens Pall.
- Ribes pseudofasciculatum K.S. Hao
- Ribes pulchellum Turcz.
- Ribes punctatum Ruiz & Pav.

## Q
- Ribes quercetorum Greene

## R
- Ribes roezlii Regel
- Ribes rotundifolium Michx.
- Ribes rubrisepalum L.T. Lu
- Ribes rubrum L.

## S

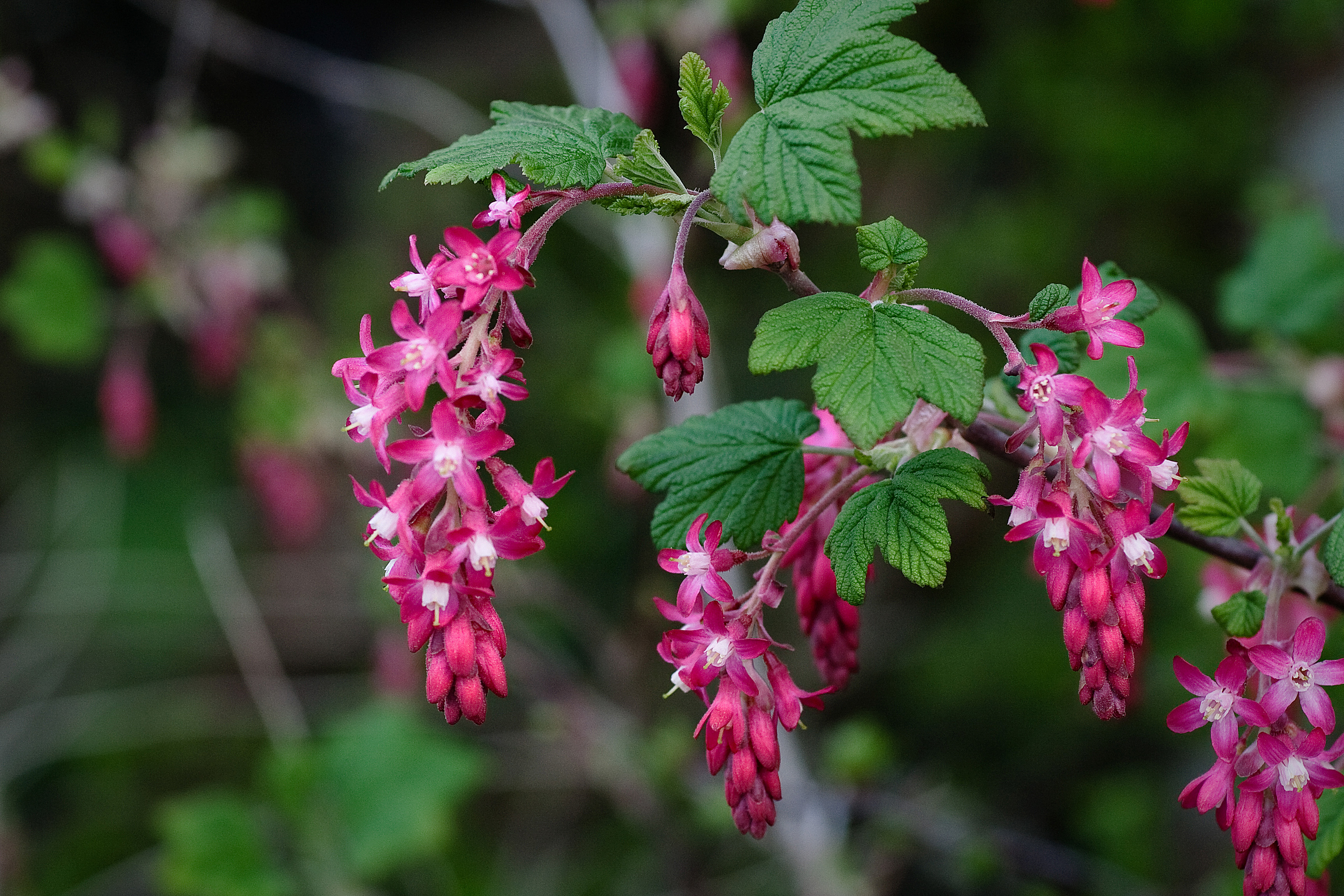
Ribes sanguineum.

- Ribes sachalinense (F.Schmidt) Nakai
- Ribes sanchezii Weigend
- Ribes sanguineum Pursh
- Ribes sardoum Martelli
- Ribes saxatile Pall.
- Ribes sericeum Eastw.
- Ribes setchuense Jancz.
- Ribes sinanense F.Maek.
- Ribes soulieanum Jancz.
- Ribes speciosum Pursh
- Ribes spicatum Robson
- Ribes steinbachiorum Weigend & Binder
- Ribes stenocarpum Maxim.
- Ribes sucheziense Jancz.

## T
- Ribes takare D. Don
- Ribes tenue Jancz.
- Ribes thacherianum (Jeps.) Munz

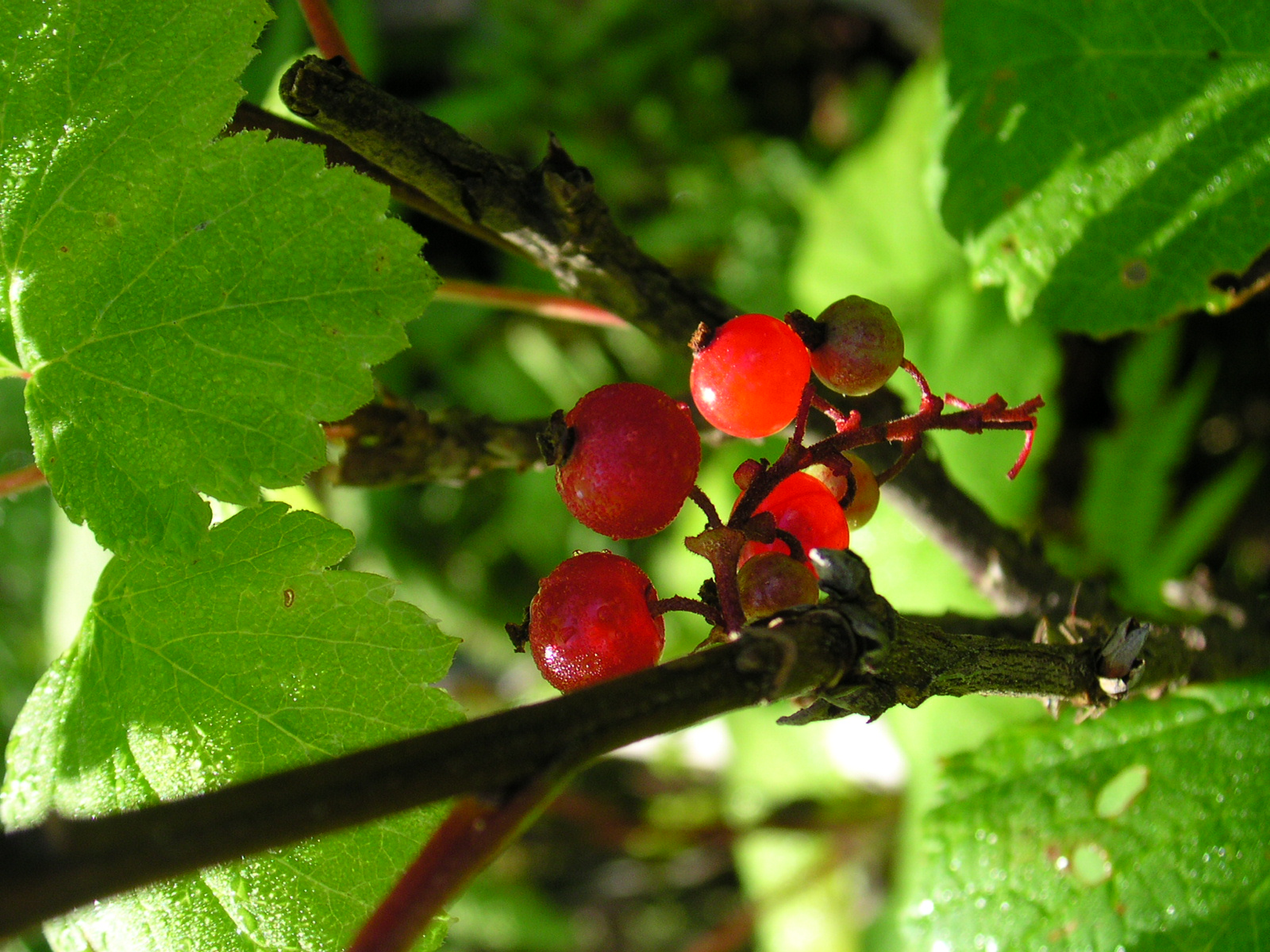
Ribes triste.

- Ribes tianquanense S.H. Yu & J.M. Xu
- Ribes tolimense Cuatrec.
- Ribes tortuosum Benth.
- Ribes trilobum Meyen
- Ribes triste Pall.
- Ribes tularense (Coville) Fedde
- Ribes tumerec Weigend & Breitkopf
- Ribes turbinatum Pojark.

## U

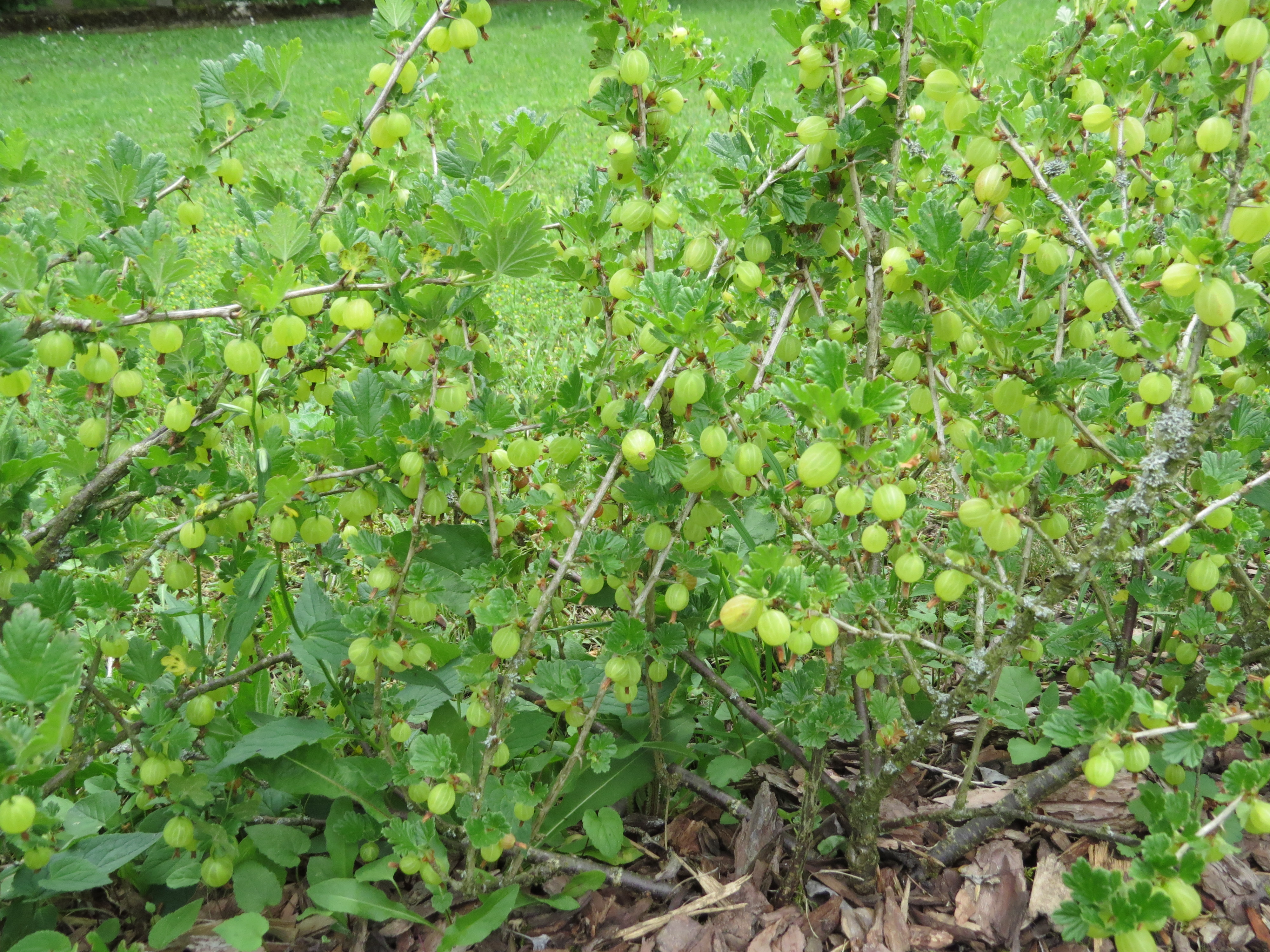
Ribes uva-crispa.

- Ribes uva-crispa L.

## V
- Ribes valdivianum Phil.
- Ribes × varoi Blanca
- Ribes velutinum Greene
- Ribes viburnifolium A. Gray
- Ribes victoris Greene
- Ribes vilmorinii Jancz.
- Ribes viridiflorum (W.C.Cheng) L.T. Lu & G. Yao
- Ribes viscosissimum Pursh

## W
- Ribes watsonianum Koehne
- Ribes weberbaueri Jancz.
- Ribes wolfii Rothr.

## X
- Ribes xizangense L.T. Lu